# Cec Verrell
Cec Verrell, née en 1958, est une actrice américaine.

## Filmographie

### Cinéma
- 1984 : Runaway : L'Évadé du futur: La prostituée
- 1986 : Hollywood Vice Squad : Judy
- 1986 : Silk : Jenny Sleighton
- 1987 : Commando rebelle (Eye of the Eagle) : Chris Chandler
- 1988 : Transmutations (Hell Comes to Frogtown) : Centinella
- 1988 : Transformations : Antonia
- 1991 : Inside Out : La psychiatre (segment Shrink Rap)
- 1992 : Mad at the Moon : Sally
- 1992 : Inside Out III : Susan (segment Tango)
- 1993 : 3 de cœur (Three of Hearts) : Allison
- 1996 : Paihnidi
- 1997 : The Price of Kissing : La mère de Renée
- 2001 : Nice Guys Finish Dead : Shauna

### Télévision
- 1983 : K 2000 (saison 1) (1 épisode) : Patty Perfect
- 1984 : Dynastie (saison 4) (1 épisode)  : L'infirmière
- 1986 : Hardesty House (Téléfilm) : April
- 1986 : La Loi de Los Angeles (saison 1) (3 épisodes) : Angela Sipriano
- 1987 : Stingray (saison 2) (1 épisode) : Barbara, DEA Agent
- 1988 : Cheers (saison 6) (1 épisode) : Jennifer McCall
- 1988 : Supercarrier (saison 1) (8 épisodes) : Lt. Ruth « Bee Bee » Ruthkowski
- 1989 : Rick Hunter (saison 5) (3 épisodes) : Iris Smith
- 1989 : Le Justicier des ténèbres (Midnight Cop) (Téléfilm) : Janette
- 1989 : Matlock (saison 4) (1 épisode) : Sheila Carver
- 1990 : Super Force (Téléfilm) : Patty Pretty
- 1990 : La loi est la loi (saison 4) (1 épisode) : Alex
- 1990 : Pas de faire-part pour Max (saison 1) (1 épisode) : Sandra Alucard
- 1991 : La revanche de l'au-delà (Death Dreams) (Téléfilm) : Denise Massell
- 1992 : Perry Mason (Le mariage compromis) (Téléfilm) : Rocky
- 1994 : Space Rangers (saison 1) (1 épisode) : Ree
- 1994 : X-Files : Aux frontières du réel (saison 1) (épisode Lazare) : Lula Phillips
- 1994 : Arabesque (saison 11) (épisode Meurtre du mois) : Joellen Waller
- 1995 : M.A.N.T.I.S. (saison 1) (1 épisode) : Dr. Marissa Savoy
- 1996 : New York Police Blues (saison 3) (1 épisode) : Gail Keller
- 1997 : Wings (saison 8) (1 épisode) : Wanda Harrison
- 1999 : Air America (saison 1) (1 épisode) : Sandra Casey
- 1999 : Urgences (saison 5) (1 épisode) : Mrs. Casey